# Ébabbar (Szippar)
Az Ébabbar (𒂍𒌓) nevű templomok egyike a szippari sumer Utu-templom, illetve az I. babiloni dinasztia korától az Utuval azonos akkád Samas temploma. A név elemei: 𒂍 e2 (= ház, templom), 𒌓 babbar (= fehér), vagyis a „Fehér (ragyogó, fényes) templom”. A babbar írásjel egyben Utu isten nevét is jelenti, így a név értelmezése akár egyszerűen Utu-templom is lehet.
A templom jóval korábban épülhetett az Óbabiloni Birodalom koránál, mivel Hammurapi fiának, Samsu-ilunának 18. uralkodási évében már a felújításáról értesülünk, illetve ugyanekkor a zikkurat tetején egy új szentély is épült. Samas isten az Óbabiloni Birodalom további részében is nagy tiszteletben részesült, a Samsu névváltozatot még egy uralkodó, Samsu-ditána is viselte.
Nabú-naid egyik felirata szerint a kasszita dinasztiába tartozó Sagarakti-Surias (i. e. 13. század második fele) is épített egy szentélyt. Az asszír fennhatóság alatt a templom jelentősége csökkent, és bár tudomásunk van arról, hogy a templom juhok és kecskék százait birtokolta Kandalánu idején is, a bevételei nem voltak elegendőek a papság puszta fenntartására sem. A jelentősen visszaeső Samas-kultuszt végül az Újbabiloni Birodalom idején állították helyre. Ismert helyreállítási munka volt Nabu-apla-iddína uralkodása idején, amiről a Napisten-tábla számol be. II. Nabú-kudurri-uszur a larszai Ébabbart újította fel, Nabú-naid pedig megemelte a szippari Ébabbar juttatásait. Az újbabiloni rekonstrukció és az újjászervezett templomi élet következtében a szippari Ébabbarban jelentős mennyiségű írott anyag maradt fenn, amely fontos forrása az újbabiloni gazdasági életnek. A megtalált archívumban az Akhaimenidák korának végéig, az i. e. 4. századig vannak dokumentumok.
A templom tulajdonképpen egy egész épületkomplexum volt, nem csak a tulajdonképpeni zikkurat, hanem a környező, a papok, templomi tisztviselők és egyéb kiszolgáló munkások lakásául szolgáló lakóépületek, raktárak és kézművesműhelyek is hozzá tartoztak.